# Mocktail
Ein Mocktail ist eine scherzhafte Wortschöpfung, mit der die alkoholfreie Entsprechung eines bekannten alkoholhaltigen Cocktails bezeichnet wird.
Mocktail ist ein Kofferwort aus „Cocktail“ und dem englischen Wort „to mock“ („nachahmen; vortäuschen“). Beim Mocktail werden die im Ursprungsdrink enthaltenen Spirituosen ohne starken Eigengeschmack, wie Wodka in der Bloody Mary oder weißer Rum in einer Piña Colada, häufig einfach weggelassen. Geschmacksgebende Liköre und Spirituosen werden durch ähnlich schmeckende Sirups oder Säfte ersetzt. So gibt es eine Vielzahl von alkoholfreien Barsirups, die den Geschmack bekannter Liköre und anderer Spirituosen imitieren. Allerdings sind die Sirups meistens viel süßer als ihre Vorbilder und müssen anders dosiert werden. Zum Teil unterscheidet sich ein Mocktail auch durch Zugabe von Sodawasser, Tonic Water, Ginger Ale und ähnlichem von seinem alkoholhaltigen Gegenstück. Optisch sind viele Mocktails nicht von ihrem Vorbild zu unterscheiden.
Die Bezeichnungen von Mocktails variieren oft den Namen des alkoholhaltigen Vorbilds, z. B. durch den Zusatz „Virgin“ (englisch für „Jungfrau“) im Namen wie bei der Virgin Colada.
Beispiele für Mocktails sind:
- Virgin Mary (statt Bloody Mary)
- Virgin Colada (statt Piña Colada)
- Safer Sex on the Beach (statt Sex On The Beach)
- Ipanema (statt Caipirinha)